# Західносирійський обряд

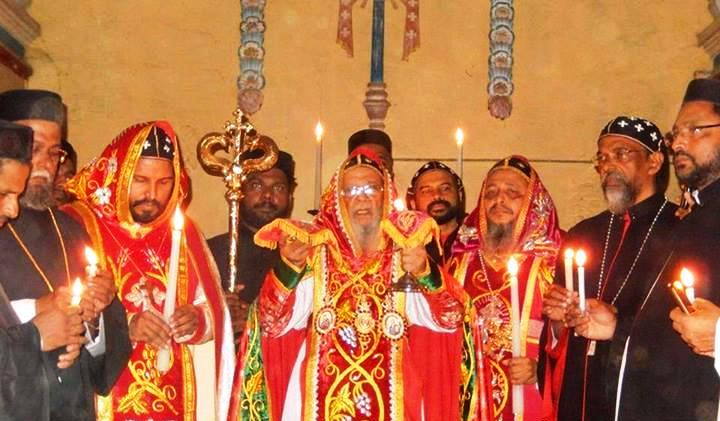
Літургія західносирійського обряду Сирійської християнської церкви якобітів, що тримає патерису (кразьє)

За́хідносирі́йський обря́д, також званий як Антіо́хійський обря́д — це східнохристиянський літургійний обряд, який використовує Божественну літургію святого Якова на західносірійському діалекті. Використовується в Маронітській церкві, Сирійській православній церкві, Сирійській католицькій церкві та різних Маланкарських церквах Індії. Це один з двох основних літургійних обрядів сирійського християнства, іншим є східно-сирійський обряд.
Він виник в древньому Антіохійському патріархаті. Він має більше анафор, ніж будь-який інший обряд.
Серед сирійських православних Антіохії було прийнято багато нових текстів, перекладених з грецької. Пов'язані з Тагрітом їх не приймали. По суті, це традиція тагритів, яка була впроваджена в Кералу в XVII–XIX століттях.

## Використання

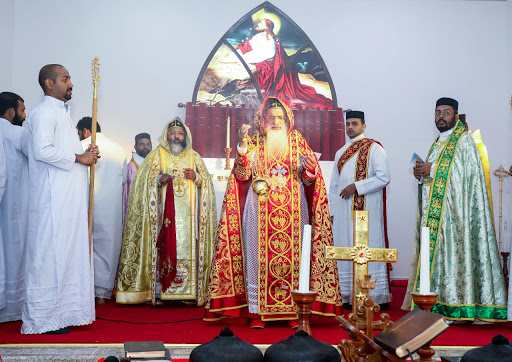
Літургія західносирійського обряду Сирійської православної церкви

Версії західно-сирійського обряду в даний час використовуються трьома групами церков.
- Орієнтальні православні церкви:
  - Сирійська православна церква Антіохії, що базується в Сирії.
    - Яковитська сирійська православна церква, що базується в Індії, у спілкуванні з сирійським православним патріархом Антіохії.

  - Індійська православна церква, що базується в Індії, автокефальна орієнтальна православна церква.

- Церкви, пов'язані зі орієнтальними православним спілкуванням, але не з ним
  - Мар Томійська сирійська церква (використовує реформаційний варіант цього обряду, пропускаючи заступництво святих та молитви за померлих. У повному спілкуванні з англіканською спільнотою та Малабарською незалежною сирійською церквою).
  - Незалежна малабарська сирійська церква Індії. Незалежна орієнтальна православна церква не є частиною орієнтального православного причастя.

- Східні католицькі церкви в повному спілкуванні зі Святим Престолом Риму:
  - Сирійська католицька церква, що базується в Лівані.
  - Маронітська церква, що базується в Лівані.
  - Сиро-маланкарська католицька церква, що базується в Індії.

## Історія

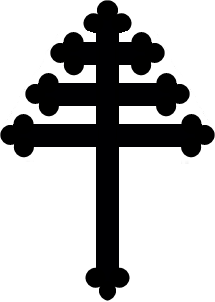
Маронітський хрест.

Найдавніша відома форма Антіохійського обряду — грецька, яка, очевидно, є мовою оригіналу. Багато грецьких термінів, що залишились у сирійській формі, свідчать про те, що це походить від грецької. Версія повинна бути зроблена дуже рано, очевидно, до розколу, спричиненого Халкедонським собором, до початку впливу Константинополя. Без сумніву, як тільки християнські громади виникли у сільських районах Римської Сирії, молитви, які в містах (Антіохія, Єрусалим тощо) промовляли грецькою мовою, звичайно, були перекладені на місцеву народну мову для користування людьми.
Ранні джерела, такі як Peregrinatio Silviae, описують служби в Єрусалимі як грецькі; але уроки, спочатку прочитані грецькою мовою, потім перекладаються на сирійську. Поки вся Західна Сирія складала одне причастя, заміські єпархії дотримувались обряду патріарха в Антіохії, лише змінюючи мову. Модифікації, прийняті в Антіохії грецькою мовою, були скопійовані сирійською мовою тими, хто вимовляв свої молитви національною мовою. Цей момент важливий, оскільки сирійська літургія (у своїй фундаментальній формі) вже містить усі зміни, принесені в Антіохію з Єрусалиму. Це не старший чистий Антіохійський обряд, а пізніший обряд Єрусалим-Антіохія. Наприклад, у літургії святого Якова молиться спочатку не за Антіохійську церкву, а «за святий Сіон, матір усіх церков», тобто Єрусалим. (Brightman, стор. 89–90). Той факт, що як сирійська, так і візантійська православні церкви мають єрусалимсько-антіохійську літургію, є головним доказом того, що це витіснило старіші вживання Антіохії до розколу V століття.
Найдавніші діючі сирійські документи походять приблизно з кінця V століття. Вони містять цінну інформацію про місцеві форми Антиохійсько-Єрусалимського обряду. Сирійська православна церква зберегла версію цього обряду, яка, очевидно, є місцевим варіантом. Його схема та більшість молитов відповідають схемам грецького святого Якова; але він має посилення та упущення, такі як у всіх місцевих формах ранніх обрядів. Здається також, що Сирійська церква внесла деякі зміни після розколу. Це, безумовно, має місце в один момент, із Трисагіоном.
Одним із сирійських письменників є Яків Едеський (помер 708 р.), Який написав листа священнику Томасу, порівнюючи сирійську літургію з єгипетською. Цей лист є надзвичайно цінним і справді критичним обговоренням обряду. Ряд пізніших сирійських письменників пішли за Яковом Едесським. В цілому ця церква дала перших наукових студентів-літургістів. Бенджамін з Едеси (невідомий період), Лазар-бар Сабхета з Багдада (ІХ ст.), Мойсей-бар Кефа з Мосула (помер 903 р.), Діонісуїс-бар Салібхі з Аміди (помер 1171 р.) Писали цінні коментарі з цього обряду. У восьмому і дев'ятому століттях суперечка щодо молитви на Фракції дала багато літургійної літератури. Хроніка сирійського прелата, патріарха Михайла Великого (помер 1199 р.) Обговорює це питання та надає цінні сучасні документи.
Найдавніша західносирійська літургія, що збереглася, приписується, як і у своїй грецькій формі, святому Якову, «брату Господньому». Це на діалекті Едеси. Проанафоральною частиною цього є Ordo communis, до якого приєднуються інші пізніші анафори.
Це слід за грецьким святим Яковом з цими відмінностями:
- Усі молитовні молитви та підготовка жертви (Проскоміде) значно розширені, і молитви різняться. Ця частина Літургії найбільше піддається модифікації; воно розпочалось як приватна молитва.
- Моногени приходять пізніше;
- єктенія перед уроками відсутня;
- кадіння розширюється в більш складний обряд.
- Трисагіон настає після уроків зі Старого Завіту; він містить додаток: «хто був розп'ятий за нас». Це найвідоміша характеристика східної православної ітерації обряду. Статтю додав Петро Даєр (Фулло), міафізитський патріарх Антіохійський (пом. 488), вважалося, що це передбачає міафізитизм і викликав багато суперечок у ці часи, врешті-решт став своєрідним лозунгом для сирійських східних православних.
- Ектенія між уроками представлена фразою Kyrie Eleison, тричі сказаною.
- У Великому вході немає співу (візантійське доповнення в грецькому обряді).
- Довгі молитви, пропоновані грецьким обрядом, не відбуваються.
- Епіклезіс і Покрови майже такі ж, як у грецькій.
- «Наш батько» йде за дробом.
- На літії до Причастя відповідь — Алілуя замість Kyrie eleison.

У цій сирійській літургії залишається багато грецьких форм, напр. Stomen kalos, Kyrie eleison, Sophia, Proschomen. Рено дає також другу форму Ordo communis (II, 12–28) із багатьма варіантами.
До Ordo communis Сирійська церква додала дуже велику кількість альтернативних анафор, багато з яких не були опубліковані. Ці Анафори приписуються всіляким людям; їх складали в дуже різні періоди. Одне з пояснень їх приписування різним святим полягає в тому, що вони спочатку використовувались на своїх святах.
Юзеб Рено переклав і видав 39 з них. Після цього Літургія св. Якова слідує (у його роботі) у скороченому вигляді. Це той, який зазвичай використовується сьогодні. Тоді:
- Ксиста, який розміщений на першому місці в книгах маронітів;
- Святого Петра;
- інший святого Петра;
- Івана;
- з Дванадцятьох Апостолів;
- Святого Марка;
- святого Климента Римського;
- святого Діонісія;
- Ігнатія;
- святого Юлія Римського;
- святого Євстафія;
- Івана Золотоустого;
- Святого Златоуста (з халдейських джерел);
- Святої Марути;
- Кирила;
- Діоскоро;
- Філоксена Ієрапольського;
- йому також приписується друга Літургія;
- Серверу Антіохійського;
- Якова Барадея;
- пастуха Метью;
- святого Якова Ботнанського та Серузького;
- Якова Едеського, Перекладача;
- Фоми з Гераклеї;
- Мойсея Бар Кефас;
- Філоксена Багдадського;
- лікарів, влаштований Іваном Великим, патріархом;
- Івана Басори;
- Михайла Антіохійського;
- Діонісія Бар-Салібхі;
- Григорія Бар-Гебрея;
- Івана Патріарха, званий Акометом (Акометос);
- святого Діоскора Кардуського;
- Іван, Антіохійський патріарх;
- Ігнатія Антіохійського (Йосип Ібн Вахіб);
- Василія (інша версія, Масія).

Брайтман (стор. Lviii — lix) згадує 64 літургії, як відомо, принаймні за назвою. Примітки до цієї багатьох анафор можна знайти після кожної з них у Рено. У більшості випадків він може сказати лише те, що він нічого не знає про справжнього автора; часто наведені імена в іншому випадку невідомі. Багато анафор, очевидно, досить пізні, роздуті довгими молитвами та риторичними висловами, багато містять ідеї міафізитів, деякі недостатні при освяченні, щоб бути недійсними. Баумстарк (Die Messe im Morgenland, 44–46) вважає анафору св. Ігнація найважливішою, оскільки вона містить частини старого чистого антіохінського обряду. Він вважає, що багато приписів пізніших авторів міафізитів можуть бути вірними, що Літургія Ігнатія Антіохійського (Йосип Ібн Вахіб; помер 1304 р.) Є останньою. Більшість із цих анафор зараз не використовуються.
Існує вірменська версія (скорочена) сирійського Святого Якова. Літургія промовляється на сирійській мові з (з XV століття) великою кількістю арабських замінників на уроках та проанафоральних молитвах. Лекціони та діаконікум не видавались і маловідомі. Риза майже повністю відповідає візантійським православним, за винятком того, що єпископ носить латинізовану митру. У календарі мало свят. У своїх основних рядках випливає з давнішої форми Антіохії, яку спостерігали також несторіанці, що є основою Візантійського календаря. Свята поділяються на три класи гідності. Середа та п'ятниця — пісні дні. Божественна Служба складається з Вечірні, Компліну, Ноктюрна, Лауда, Терці, Сексту та Жодного, а точніше з годин, які відповідають цим серед латинян. Вечірня завжди належить до наступного дня. Велику частину цього складають довгі вірші, складені з цією метою, як візантійські оди. Хрещення здійснюється зануренням; священик відразу підтверджує з хризмою, благословленою патріархом. Причастя здійснюється під обома видами; хворих помазують олією, яку благословляє священик, — ідеальним є наявність семи священників, які цим керуватимуть. Орденами є єпископ, священик, диякон, іподиякон, лектор та співак. Є багато хорепископів, не висвячених на єпископи. Тоді буде видно, що відносно невелика сирійська церква у своїх обрядах дотримувалася майже тієї ж лінії розвитку, що і її візантійські сусіди.
Сирійські католики, тобто ті, хто у спілкуванні з Римом, використовують той самий обряд, що і сирійські православні, але, можливо, більш організовано. У їхніх книгах не так багато можна назвати романізацією; але вони мають перевагу добре впорядкованих, добре відредагованих та добре надрукованих книг. Найвидатніші ранньомодерні та сучасні студенти західносирійського обряду (Асемані, Рено та ін.) Були католиками. Їх знання та західні стандарти науки в цілому є перевагами, від яких виграють сирійські католики. З безлічі сирійських анафор католики використовують лише сім — святого Якова, святого Івана, святого Петра, святого Златоуста, святого Ксиста, святого Матвія та Василія. Світ Ксиста додається до Ordo communis в їх офіційній книзі; про святого Івана говорять на головні свята. Уроки проводяться лише арабською мовою. Було неминуче, щоб сирійські літургії, що надходили з міафізитних джерел, були розглянуті в Римі, перш ніж вони будуть дозволені сирійським католикам, але редактори внесли дуже мало змін. Із маси анафор вони обрали тих, кого вважають найдавнішим і найчистішим, залишаючи довгі серії пізніших, які вони вважали неортодоксальними або навіть недійсними. У семи, що зберігаються для сирійського католицького вжитку, змінами були зроблені головним чином пропуск зайвих молитов та спрощення заплутаних частин, в яких Діаконікум та Євхологій змішалися між собою. Єдиною суттєвою зміною є пропуск пункту: «Хто був розп'ятий за нас» у Трисагіоні. Немає підозр щодо зміни у напрямку римського обряду. Інші книги католиків — Diaconicum, офісна книга та ритуал — редагуються в Римі, Бейруті та Патріаршій пресі Sharfé; це значно доступніші, найкраще впорядковані книги, в яких можна вивчати цей обряд.

## Послідовність
- Проскомидія: миття рук, запалювання свічок на вівтарі, приготування святих дарів.
- Κύριε ἐλέησον
- Слава в вишніх Богу (сирійською мовою)
- Апостол
- Євангеліє
- Символ віри
- Анафора
- Євхаристія
- Дяка
- Відпуст